# Josh Segarra
Joshua "Josh" Segarra, född 3 juni 1986 i Longwood utanför Orlando i Florida, är en amerikansk skådespelare med puertoricansk härkomst. Hans mest kända insatser är i TV-serierna The Electric Company (i rollen som Hector Ruiz), Sirens (i rollen som Billy Cepeda) och Arrow (i rollen som Adrian Chase / Prometheus / Simon Morrison). Utöver detta har han bland annat även medverkat i TV-serierna Chicago P.D. (i rollen som Justin Voight), The Other Two (i rollen som Lance Arroyo) och Orange Is the New Black (i rollen som Stefanovic).
Josh Segarra medverkade under 2023 i skräckfilmen Scream VI, där han spelade rollen som Danny Brackett (Sams pojkvän).

## Filmografi (i urval)
- 2008 – The Narrows
- 2009–2011 – The Electric Company (TV-serie)
- 2011 – Homeland (TV-serie)
- 2013 – The Following (TV-serie)
- 2014 – Blue Bloods (TV-serie)
- 2014–2015 – Sirens (TV-serie)
- 2014–2016 – Chicago P.D. (TV-serie)
- 2015 – Trainwreck
- 2016–2019 – Arrow (TV-serie)
- 2018 – Overboard
- 2018–2019 – Orange Is the New Black (TV-serie)
- 2020–2021 – FBI (TV-serie)
- 2022 – She-Hulk: Attorney at Law (TV-serie)
- 2023 – Scream VI
- 2023 – The Big Door Prize (TV-serie)
- 2025 – Sirens (TV-serie)
- 2025 – The Threesome